# Териантропы (субкультура)
Териантропы (терианы, тери) — молодёжная субкультура, представители которой отождествляют себя с определёнными животными (чаще всего волками, хищными или другими крупными биологическими видами). Термин, введенный сообществом для самоидентификации, происходит от слова териантропия.
Как и субкультура фурри, териантропы представляют собой лишь один из примеров реализации зооантропоморфизма в современной культуре. Это одно из сообществ, которые возникают при использовании зооморфных образов на подростково-молодёжном этапе жизни, когда человек сталкивается с проблемой самоидентификации и выбора своего места в жизни.
За пределами субкультуры термин может использоваться как этнографический термин для зооантропоморфного животного.

## История
Сообщество берёт своё начало с осени 1992 года, когда в сети Usenet была создана группа alt.horror.werewolves, где предметом обсуждения являлась «духовная териантропия», которая объяснялась как опыт единения с природой посредством духов, тотемов, снов и души.

## Мировоззрение
Териантропы убеждены в том, что они частично или полностью, не физически, являются животными.

## Атрибутика
В 2003 году на сайте The Werelist был совместно разработан символ «тета-дельта», как символ для поиска других териантропов вне интернета, предполагалось что если другой териантроп увидит этот символ, то это означает, что перед ним другой териантроп который может открыто обсуждать тему териантропии. Сегодня это наиболее известный символ связанный с териантропией, использующийся на многих сайтах интернета и в терианской атрибутике.
Символ состоит из двух греческих букв, наложенных друг на друга:
- Дельта (верхний регистр Δ, нижний регистр δ; греческий: δλλτα [ðelta: Dhelta]) — Заглавная буква Δ часто обозначает изменения или различия между значениями (например, изменение температуры: ΔT).
- Тета (верхний регистр Θ, нижний регистр θ или ϑ; греческий :ττα [тета]) — Тета, будучи Т, представляет первую букву слова «Териан».

Оба символа изображаются одним и тем же цветом на контрастном одноцветном фоне и могут быть дополнительно стилизованы путем переплетения букв.
У русскоязычных териантропов символ не прижился, а отношение к возможному использованию специальной символики остаётся прохладным.

## Квадробика
Quadrobics (от лат. quattuor — «четыре» и англ. aerobics — «аэробика»). В настоящий момент среди териантропов растет количество тех кто практикует такую спортивную дисциплину как квадробика. Квадробика представляет собой неофициальный во многих странах спорт заключающийся в беге и прыжках на четырёх конечностях, фактически — «аэробика на четырёх конечностях».